# Anisodes potreria
Anisodes potreria là một loài bướm đêm trong họ Geometridae.